# Radvaniceïta
La radvaniceïta és un mineral de la classe dels sulfurs. Rep el nom de la localitat de Radvanice, a la República Txeca, on es troba la localitat tipus.

## Característiques
La radvaniceïta és un sulfur de fórmula química GeS₂, sent el sulfur de germani natural més simple. Es tracta d'una espècie aprovada per l'Associació Mineralògica Internacional, i publicada el 2022. Cristal·litza en el sistema monoclínic.
L'exemplar que va servir per a determinar l'espècie, el que es coneix com a material tipus, es troba conservat a les col·leccions del departament de mineralogia i petrologia del Museu Nacional de Praga, a la República Txeca, amb el número de catàleg: p1p 9/2021.

## Formació i jaciments
Va ser descoberta a la mina de carbó Kateřina, situada a la localitat de Radvanice, dins el districte de Trutnov (Regió de Hradec Králové, República Txeca), on es troba com a agregats semblants a filets de cotó de fins a 5 mm de mida, compostos per cristalls aciculars fins d'entre 1 i 5 μm de gruix i de fins a 3 mm de llarg. També ha estat descrita a Forestville, al comtat de Schuylkill (Pennsilvània, Estats Units). Aquests dos indrets són els únics de tot el planeta on ha estat descrita aquesta espècie mineral.